# كهف فرانشثي
كهف فرانشثي أو كهف فرانكثي (باليونانية: Σπήλαιον Φράγχθι) هو موقع أثري يطل على خليج كيلادا، في خليج أرغوليذا، مقابل قرية كيلادا في جنوب شرق أرغوليس، اليونان.
احتل البشر الكهف لأول مرة خلال العصر الحجري القديم الأعلى، وظهروا حوالي 38000 قبل الميلاد (وربما قبل ذلك). استمرت المجموعات في العيش في الكهف أو زيارته بشكل موسمي في جميع أنحاء العصر الحجري الوسيط والعصر الحجري الحديث، مع حلقات قصيرة من حين لآخر من التخلي الواضح. تم استخدام فرانشثي آخر مرة حوالي 3000 قبل الميلاد (العصر الحجري الحديث النهائي)، كمأوى لحوالي 35000 عام وهو أحد أكثر المواقع التي تمت دراستها بدقة من العصر الحجري في جنوب شرق أوروبا.